# Caballero preeminente
El de caballero preeminente era uno de los cargos de gobierno del antiguo Concejo de la ciudad de Guadalajara (España) que no aparece en otras ciudades castellanas.
Los hidalgos que componían la baja nobleza de las ciudades castellanas en la Baja Edad Media y en la Edad Moderna se enfrentaban con frecuencia por el poder municipal. Se disputaban los cargos municipales (los regimientos o regidurías) cuando eran electivos y, una vez en ellos, continuaban las disputas sobre el lugar que cada miembro del Concejo debía ocupar en la sala del Ayuntamiento y en las manifestaciones sociales de la Ciudad como representaciones, fiestas, procesiones, visitas, etc.  El protocolo mostraba la mayor o menor relevancia de una persona y podía facilitar su promoción social
Para evitar tales debates, que fueron importantes durante el siglo XV, el Concejo de Guadalajara estableció el cargo anual de caballero preeminente, que podían ocupar sus regidores de forma sucesiva.

## Preeminencias
El caballero preeminente disfrutaba, además de todas la preeminencias correspondientes a la regiduría que ocupaba, otras especiales que otorgaba el Concejo:
- En las sesiones del Ayuntamiento ocupaba el segundo puesto, inmediatamente después del Alférez Mayor, que siempre era el primero. Podía asistir con capa, espada y daga (una costumbre algo habitual en los Concejos de los siglos XV y XVI, suprimida a finales de este para evitar altercados entre los regidores, que con demasiada frecuencia sacaban a relucir las armas).
- En las manifestaciones, como festejos o procesiones, marchaba a continuación del Corregidor y del Alférez Mayor.
- Además tenía la representación de la Ciudad en visitas, recepciones, etc.

## ¿Quién podía ejercer el cargo?
El oficio estaba reservado a los regidores que formaban la corporación municipal y residían asiduamente en la ciudad. Sin embargo, en alguna ocasión se proclamó caballero preeminente a la misma Ciudad, encarnada en su Corporación, lo cual, en realidad era una forma de dejar vacante el título. En tal caso a veces actuaba como caballero preeminente el regidor más antiguo de los asistentes a un acto determinado.

## Nombramiento
El cargo de caballero preeminete era anual. Se nombraba, en un principio, en la primera sesión del año, antes de designar el resto de los oficios y comisiones municipales. Posteriormente se trasladó la provisión del cargo a una sesión posterior, junto con las de alguacil mayor y procurador general.
Para nombrar al caballero preeminete se reunían los cinco regidores más antiguos presentes en la sesión del Concejo. Estos elegían a otros cinco regidores entre aquellos que todavía no habían disfrutado del cargo (era la norma, aunque se cumplió cada vez menos). Luego introducían en un cántaro los nombres de los candidatos y en otro cuatro papeletas en blanco y una quinta con la palabra Preeminente. Se sacaba alternativamente una cédula del cántaro de los candidatos y una papeleta del otro, hasta que aparecía la papeleta escrita con la palabra "preeminente".
En ocasiones, el cargo de caballero preeminente fue otorgado directamente como premio a algún regidor. Así ocurrió en 1662, con Melchor de la Bastida, o en 1666, con Fernando Caniego.

## Caballeros preeminentes
Ocuparon este cargo, en 1642, Francisco de Torres y Pérez; en 1643, Rodrigo de la Bastida; en 1653, Agustín Caniego; en 1656, Fernando Caniego; en 1657, Miguel de Torres; en 1662, Melchor de la Bastida; en 1679, Jerónimo de Contreras; en 1688, Juan de Yanguas; en 1689, Antonio del Yerro, entre otros.